# 7-es metróvonal (Barcelona)
A barcelonai 7-es metróvonal (színe: barna) a Barcelona–Vallès-vasútvonal egy 4,7 km hosszú szárnyvonala, mely a város fő közlekedési csomópontjának tekintett Plaça de Catalunya állomást köti össze a Tibidabo sugárúti (Avinguda del Tibidabo) állomással. Ez utóbbi csomópontból indul a Funicular del Tibidabo nevű siklóvasút, mely a város legmagasabb pontjára viszi fel utasait. A vonalat a Ferrocarrils de la Generalitat de Catalunya vasúttársaság üzemelteti.

## Története
A Barcelona–Vallès-vasútvonal építése 1863-ban kezdődött, a szárnyvonalat 1954-ben adták át.  Az eredetileg nagyvasúti vonalként épült szakasz 1996-ban tagozódott be Barcelona városi közlekedési hálózatába, ekkor kapta a 7-es számjelzést is (ahogy a fővonal a 6-ost).

## Állomásai
A végállomások neve vastag betűvel van szedve,
- Avinguda Tibidabo  - Tramvia Blau
- El Putxet  (L9, L10)
- Pàdua
- Plaça Molina
- Gràcia  (Renfe, L6, L8)
- Provença  (L3, L5, L6)
- Plaça de Catalunya (L1, L3, L6)